# Фабрика ди Рома
Фа̀брика ди Ро̀ма (на италиански: Fabrica di Roma) е градче и община в Централна Италия, провинция Витербо, регион Лацио. Разположено е на 296 m надморска височина. Населението на общината е 8120 души (към 2010 г.).